# Julia Wertz
Pour les articles homonymes, voir Wertz.
Julia Wertz, née le 29 décembre 1982 à San Francisco, est une dessinatrice de bande dessinée américaine.

## Biographie
Julia Wertz a commencé sa carrière en publiant The Fart Party, chez Atomic Book, en deux volumes en 2007 et 2009. Il s'agit d'une compilation de ses bandes-dessinées postées sur son site depuis 2004. En 2010, Random House publie Drinking at the Movies (Whiskey and New York dans sa traduction française, publié chez Altercomics en 2011), qui est son premier roman graphique. Ce dernier a été nommé en 2011 aux Eisner Awards, dans la catégorie de la meilleure publication humoristique. Elle y détaille son histoire, lorsqu'elle a déménagé à New York, à travers un humour cynique. L'ouvrage traite différents thèmes, comme l'alcoolisme, l'addiction aux drogues et le repli sur soi. Elle publie plus tard The Infinite Wait (L'Attente Infinie dans sa traduction française, publié chez L'Agrume en 2015).
De 2010 à 2012, Julia Wertz a fait partie du studio Pizza Island, aux côtés des dessinatrices Sarah Glidden, Lisa Hanawalt, Domitille Collardey (en), Karen Sneider, Kate Beaton et Meredith Gran (en).
Elle travaille aussi en tant qu’illustratrice pour The New Yorker, Harper's Magazine, Time Out New York, et Medium.
En 2017, elle publie Tenements, Towers and Trash, un ouvrage retraçant l'histoire d'éléments peu connus du folklore ou de l'architecture new-yorkais,.

## Publications
- The Fart Party, vol. 1, Atomic Book, 2007  (ISBN 978-09-78656-93-5)
- The Fart Party, vol. 2, Atomic Book, 2009  (ISBN 978-09-78656-94-2)
- Drinking at the movies, Random House, 2010  (ISBN 978-03-07591-83-8)
  - Whiskey and New York, Altercomics, 2011  (ISBN 978-28-20700-29-2)
- The infinite wait, Koyama Press, 2012
  - L'attente infinie, Paris, L'Agrume, 2015.  (ISBN 979-10-90743-28-1)
- Museum of Mistakes: The Fart Party Collection, Atomic Book, 2014  (ISBN 978-09-78656-96-6)
- Tenements, Towers and Trash, Black Dog and Leventhal, 2017.
  - Les Entrailles de New York, Paris, L'Agrume, 2019.  (ISBN 979-10-90743-92-2) - Sélection officielle Festival d'Angoulême 2020
- Impossible People: A Completely Average Recovery Story, 2023
  - Les imbuvables. Ou comment j’ai arrêté de boire, traduction française de Aude Pasquier, éd. L'agrume, 2023  (ISBN 978-2-4909-7583-9)